# Iwaniwka (rannie-rankiwśkyj starostynśkyj okruh)
Iwaniwka (ukr. Іванівка) – wieś na Ukrainie, w obwodzie dniepropetrowskim, w rejonie krzyworoskim, w hromadzie Łozuwatka. W 2001 liczyła 32 mieszkańców.